# Filmographie sur Napoléon Ier

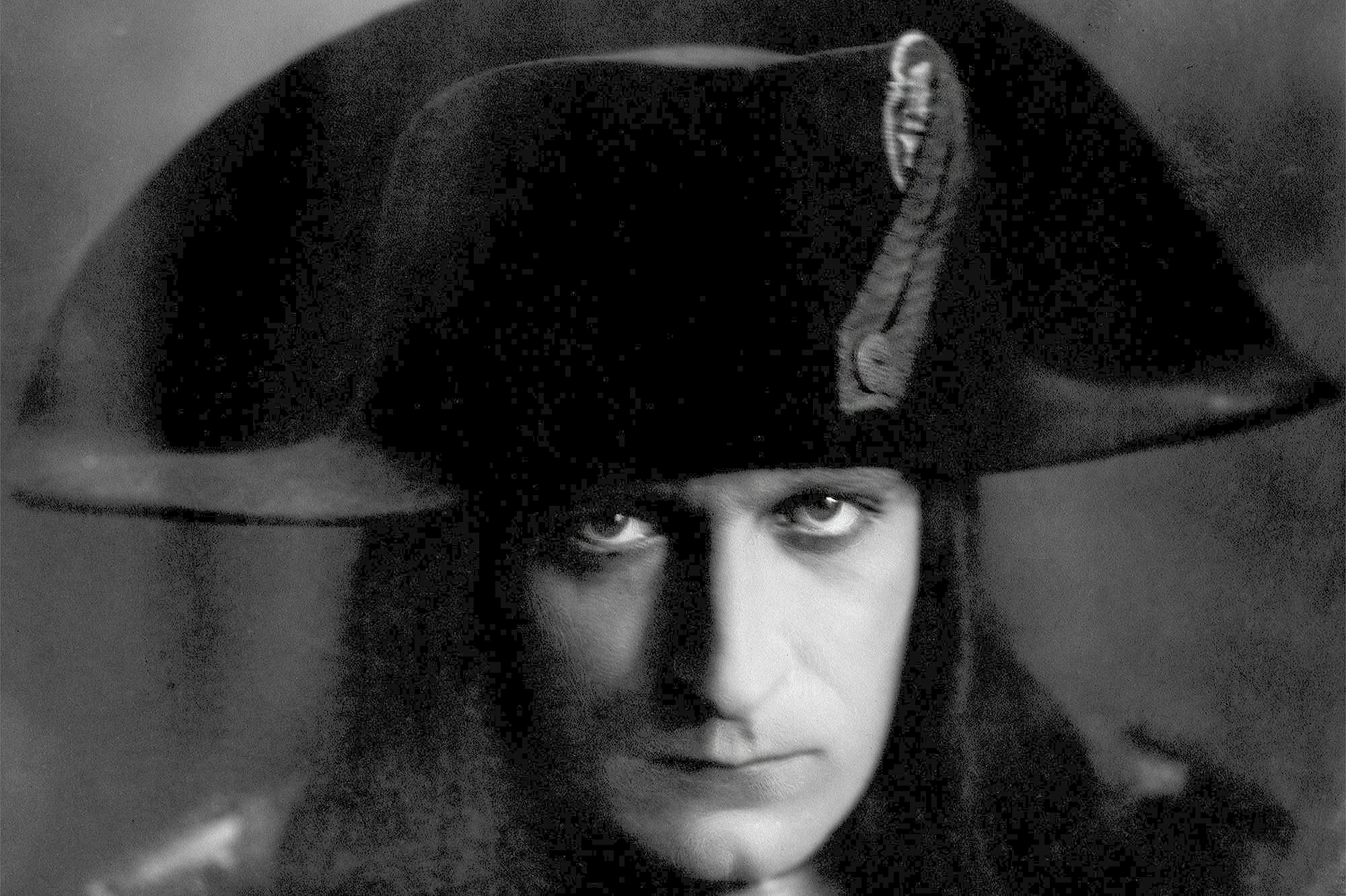
Albert Dieudonné dans le rôle de Napoléon Bonaparte dans Napoléon d'Abel Gance (1927).

La filmographie sur Napoléon Ier concerne les représentations de ce dernier dans des productions cinématographiques et télévisuelles depuis les années 1890 et le début de la télévision.

## Histoire
Le personnage de Napoléon Bonaparte, devenu l'empereur Napoléon Ier, qui règne entre 1804 et 1815 a été interprété par de nombreux acteurs dans des films historiques, de comédies ou d’œuvres uchroniques. Parmi les films les plus marquants, ceux d'Abel Gance Napoléon et Austerlitz, le Napoléon de Sacha Guitry, et le Waterloo de Sergueï Bondartchouk. Parmi les acteurs représentatifs, hormis Albert Dieudonné, Raymond Pellegrin ou Marlon Brando, Émile Drain occupe une place particulière en étant l'acteur qui a le plus souvent interprété Napoléon au cinéma. À la télévision, plusieurs téléfilms et séries lui ont été consacrés, dont celle d'Yves Simoneau, diffusée en 2002, avec dans le rôle-titre Christian Clavier.
Selon l'historien et critique de cinéma Antoine de Baecque, « avec plus de 700 apparitions de Napoléon sur le grand écran [...] et à peu près 350 à la télévision, l'Empereur est l'un des personnages historiques les plus représentés sur les écrans ». Des projets ambitieux, portés par de grands réalisateurs ont été envisagés, mais n'ont pas abouti, comme Charlie Chaplin, Peter Jackson ou encore Stanley Kubrick, ce dernier s'étant lancé dans de vastes recherches (15 000 photos pour les lieux de tournages à travers l'Europe, 17 000 images relatives à Napoléon et même confection de centaines de costumes avant d'être freiné par la MGM et United Artists). Dans les années 2000, Patrice Chéreau s'était lui aussi pris à imaginer un film sur la captivité de Napoléon à Sainte-Hélène.

## Cinéma

### Liste
La liste suivante présente les apparitions du personnage de Napoléon au cinéma.

#### Avant guerre
- 1897 : 
  - Napoléon et la sentinelle de Georges Hatot[4].
  - Entrevue de Napoléon et du pape, de Louis Lumière (il s'agit du premier film mettant en scène Napoléon)[1].
- 1898 :
  - Bonaparte au pont d'Arcole d’Alice Guy[5].
- 1903 : 
  - Napoléon et le grognard d’Alice Guy.
  - Bonaparte au pont d'Arcole, de Louis Lumière.
  - Épopée napoléonienne, de Ferdinand Zecca et Lucien Nonguet.
- 1905 : La Sentinelle endormie de Pathé Frères avec Maximilien Charlier dans le rôle de Napoléon.
- 1907 : La Partie d'échec de Napoléon, de Victorin Jasset.
- 1908 : 
  - Una congiura contro Napoleone I[6].
  - Le Duc de Reichstadt, de Georges Denola.
  - Napoléon et la sentinelle, de Henri Desfontaines.
  - Napoleon, the Man of Destiny de J. Stuart Blackton avec William Humphrey dans le rôle de Napoléon[7].
  - Napoléon et le marin anglais (Napoléon and the English Sailor), d'Alf Collins avec Herbert Darnley en Napoléon.
  - Une plaisanterie de Napoléon Ier de Henri Joseph Joly pour la Société des Phonographes & Cinématographes Lux.
- 1909 : 
  - Trait de bonté de Napoléon Ier de Louis Feuillade.
  - La Mort du duc d'Enghien en 1804, d'Albert Capellani.
  - Madame Sans-Gêne de Viggo Larsen qui incarne Napoléon.
  - The Life Drama of Napoleon Bonaparte and Empress Josephine of France, de James Stuart Blackton[8].
  - Napoleon, the Man of Destiny, de James Stuart Blackton (États-Unis), avec William Humphrey dans le rôle de Napoléon[9].
  - Napoleon and the Empress Josephine, de James Stuart Blackton (États-Unis), avec William Humphrey dans le rôle de Napoléon[10].
- 1910 : 
  - 1814, de Louis Feuillade.
  - Gioacchino Murat, de Giuseppe De Liguoro .
  - Napoléon et le petit clairon de Viggo Larsen qui incarne Napoléon.
  - La Vivandière amoureuse de Vittorio Rossi Pianelli qui incarne Napoléon.
  - Napoléon à l'île d'Elbe, de et avec Viggo Larsen dans le rôle de Napoléon.
  - Napoléon en Russie (Napoleon v Rossij) de Vassili Gontcharov et Inna Makarova avec Vladimir Krivtsov en Napoléon.
- 1911 :
  - Pour l'Empereur, d'André Calmettes.
  - Napoléon à Sainte-Hélène, de Mario Caserini.
  - Le Débauché de Francis Boggs avec George Hernandez.
  - Bonaparte et Pichegru, avec Denola dans le rôle de Napoléon.
  - Ordre de l’Empereur de Giuseppe De Witten avec Angelo Foffano dans le rôle de Napoléon.
  - Madame Sans-Gêne d'André Calmettes et Henri Desfontaines avec Edmond Duquesne dans le rôle de Napoléon[11].
  - Le Mémorial de Sainte-Hélène ou La Captivité de Napoléon de Michel Carré avec Laroche dans le rôle de Napoléon.
- 1912 : 
  - 1812, de Gontcharov.
  - Le mémorial de Sainte-Hélène, de Carré.
  - Napoléon, bébé et les cosaques, de Louis Feuillade.
  - La Marseillaise d’Émile Chautard avec Émile Drain en Napoléon.
  - L’Anneau fatal – 1. 1798 de Louis Feuillade avec Jean Ayme en Napoléon.
  - The Emperor’s Messenger de Hay E. Plumb avec Johnny Butt en Napoléon.
  - Joséphine impératrice et reine de Henri Pouctal avec René Fauchois en Napoléon.
  - The Emperor's Messenger de Hay Plumb avec Johnny Butt dans le rôle de Napoléon[12].
  - La Flétrissure – un sombre épisode du Premier Empire de Georges-André Lacroix avec Henri Duval.
  - L’Honneur au temps de l'Empire d’Enrico Guazzoni avec Vittorio Rossi Pianelli dans le rôle de Napoléon.
  - Le Sosie de l’Empereur de Charles Kent et William J. Humphrey qui incarnent chacun l'un Napoléon et l'autre son sosie.
- 1913 :
  - War & Peace, par Piotr Tchardynine.
  - Le Baiser de l'Empereur, de Machin.
  - Un épisode de Waterloo, de Machin.
  - Napoleone, epopea napoleonica, de Bencivenga.
  - The Battle of Waterloo de Charles Weston avec Ernest G. Batley.
  - His Life for His Emperor de William Humphrey qui incarne Napoléon[13].
  - Hearts of the First Empire de William Humphrey qui incarne Napoléon[14].
  - Rigadin Napoléon, par Georges Monca avec Max Charlier en Napoléon.

#### Première Guerre mondiale
- 1914 : 
  - The King of Crime, de Sidney Northcote.
  - Napoleon, the man of destiny, de Walter Edwin.
  - Napoléon, du sacre à Sainte-Hélène, d'Alfred Machin.
  - Napoleone, epopea napoleonica d’Edoardo Bencivenga avec Carlo Campogalliani en Napoléon.
- 1915 : 
  - Brigadier Gérard, de Haldane.
  - War & Peace de Vladimir Gardin et Yakov Protazanov.

#### Entre-deux guerres
- 1920 : 
  - Napoléon et la petite blanchisseuse d’Adolf Gärtner avec Rudolf Lettinger en Napoléon.
  - Madame Récamier (Des grossen Talma letzte Liebe) de Joseph Delmont avec Ferdinand Von Alten en Napoléon.
- 1921 : 
  - L'Agonie des aigles de Dominique Bernard-Deschamps et Julien Duvivier.
  - Der Stier von Olivera d'Erich Schönfelder, joué par Heinrich Zahdor.
  - Un drame sous Napoléon, de Gérard Bourgeois, adaptation du roman d'Arthur Conan Doyle Oncle Bernac, avec Émile Drain dans le rôle de Napoléon[15].
  - Les Comédiens de l'Empereur de Hans Otto Löwenstein avec karl etlinger dans le rôle de Napoléon.
- 1922 : 
  - La Fille de Napoléon de Friedrich Zelnik avec Ludwig Hartau en Napoléon[16].
  - Napoleon in Schönbrunn de Hans Otto avec Rainer Simons en Napoléon[17].
  - L’Aiglonne d’Émile Keppens et René Navarre avec Émile Drain en Napoléon[18].
  - Au temps des grognards de Guido Brignone avec giovanni ciusa en Napoléon.
- 1923 : 
  - Scaramouche de Rex Ingram avec Slavko Vorkapich.
  - Le Jeune Medardus (Der Junge Medardus), de Michael Curtiz.
  - A Royal Divorce d'Alexander Butler avec Gwylim Evans en Napoléon[19].
  - Ainsi sont les hommes de Georg Jacoby avec Egon von Hagen en Napoléon.
  - Caprice de femme (Der Kleine Napoleon), de Georg Jacoby avec Egon Von Hagen en Napoléon[20].
  - Empress Josephine or Wife of a Demigod, d’Edwin Greenwood avec Charles Barrat en Napoléon.
  - Gloire – Visions de l’épopée napoléonienne de Michael Curtiz et Gérard Bourgeois avec Michael Xantho en Napoléon.
- 1924 : 
  - Surcouf de Luitz-Morat avec Jean Lorette en Napoléon.
  - Les Courriers de l’Empereur de Robert Blümsrieder et V. R. Gersik avec Rainer Simons en Napoléon.
- 1925 :
  - Madame Sans-Gêne de Léonce Perret avec Émile Drain en Napoléon.
  - The Ace of Spades d'Henry A. MacRae avec William De Vaull en Napoléon[21].
- 1926 :
  - Destinée ! d'Henry Roussell
  - A Royal Divorce d'Alexander Butler.
- 1927 : 
  - Napoléon d'Abel Gance avec Albert Dieudonné en Napoléon.
  - Le Postillon du Mont-Cenis de Baldassare Negroni avec Carlo Valenzi en Napoléon.
  - Le Brigadier Gérard (The Fighting Eagle) de Donald Crisp avec Emile Drain en Napoléon[22].
  - La chasse sauvage de Lützow. Le destin héroïque de Theodor Körner et son dernier amour (Lützows wilde verwegene Jagd. Das ou Das Heldenschicksal Theodor Körners und seine letzte Liebe) de Richard Oswald avec Paul Bildt en Napoléon.
- 1928 : 
  - Glorious Betsy d'Alan Crosland avec Pasquale Amato en Napoléon.
  - Les Hautes-Pyrénées de Henri Vorins, acteur anonyme.
  - Le Barbier de Napoléon de John Ford avec Otto Matieson en Napoléon[23].
  - The Lady of Victories par Roy William Neill avec Otto Matieson en Napoléon[24].
  - Madame Récamier de Gaston Ravel et Tony Lekain avec Émile Drain en Napoléon.
- 1929 :
  - Waterloo de Karl Grune avec Otto Gebühr en Napoléon.
  - Sainte-Hélène (Napoleon auf St-Helena) de Lupu Pick avec Werner Krauss en Napoléon.
- 1930 : El barbero de Napoleón, de Sidney Lanfield avec Juan Aristi Eulate en Napoléon[25].
- 1931 :
  - L'Aiglon de Victor Tourjansky, Émile Drain en Napoléon.
  - Le congrès s'amuse d'Erik Charell et Jean Boyer, avec Ernst Stahl-Nachbaur en Napoléon.
- 1933 : L'Agonie des aigles de Roger Richebé et Marcel Pagnol.
- 1934 :
  - Are We Civilized? d'Edwin Carewe avec William Humphrey en Napoléon[26].
  - Le Comte de Monte-Cristo de Rowland V. Lee avec Paul Irving en Napoléon.
  - Not Tonight, Josephine d'Edward F. Cline avec Frank McHugh en Napoléon[27].
- 1934 : La Maison des Rothschild d’Alfred L. Werker avec Lou Shapiro en Napoléon.
- 1935 : 
  - Les Cent jours de Franz Wenzler avec Werner Krauss en Napoléon.
  - Napoléon Bonaparte de Abel Gance avec Albert Dieudonné en Napoléon[28].
  - Invitation to the Waltz de Paul Merzbach avec Esme Percy en Napoléon[29],[30].
- 1936 :
  - Anthony Adverse de Mervyn LeRoy, avec Rollo Lloyd.
  - Betsy de Frank Borzage, joué par Claude Rains.
  - Spy of Napoleon de Maurice Elvey.
  - Les Cent Jours de Giovacchino Forzano.
  - La nuit avec le Kaiser de Erich Engel avec Hans Zesch-Ballot en Napoléon.
- 1937 : 
  - Les Perles de la couronne de Sacha Guitry.
  - L'Espionne de Castille de Robert Z. Leonard.
  - Napoleon ist an allem schuld pastiche allemand.
  - Marie Walewska (Conquest) de Clarence Brown. Avec Charles Boyer dans le rôle de Napoléon.
- 1938 :
  - A Royal Divorce de Jack Raymond.
  - Remontons les Champs-Elysées de Sacha Guitry avec Émile Drain et Louis Allibert en Napoléon.

#### Seconde Guerre mondiale
- 1940 : 
  - Der Feuerteufel de Luis Trenker avec Erich Ponto en Napoléon.
  - Der Herr im Haus de Heinz Helbig avec Hans Moser en Napoléon.
- 1941 : 
  - Napoleón de Luis César Amadori Napoléon est mentionné.
  - Madame Sans-Gêne de Richebé avec Albert Dieudonné en Napoléon.
- 1942 :
  - Vendetta de Joseph M. Newman avec Joe Kirk.
  - Le Jeune Monsieur Pitt de Carol Reed avec Herbert Lom en Napoléon.
  - Notre-Dame de Paris de René Hervouin avec Albert Dieudonné en Napoléon.
  - Le Destin fabuleux de Désirée Clary de et avec Sacha Guitry et Jean-Louis Barrault en Napoléon.
- 1943 : Sant'Elena, piccola isola de Renato Simoni.
- 1944 : 
  - Koutouzov de Vladimir Petrov.
  - Madame Sans-Gêne de Luis César Amadori avec Eduardo Cuitiño en Napoléon.
- 1945 : 
  - Kolberg de Veit Harlan et Wolfgang Liebeneiner.
  - Paméla ou l’énigme du Temple de Pierre de Hérain avec Jean Chaduc en Napoléon.

#### Après-guerre
- 1948 :
  - Le Diable boiteux de Guitry avec Émile Drain en Napoléon.
  - Le Colonel Durand de René Chanas où Napoléon n’y apparaît qu’en silhouette.
- 1949 : Le Livre noir d'Anthony Mann avec Shepperd Strudwick Napoléon.
- 1951 :
  - Napoléon Bonaparte, empereur des Français de Jean Tedesco[31].
  - Napoleone de Carlo Borghesio avec Renato Rascel en Napoléon[32].
- 1952 :
  - L'Agonie des aigles de Jean Alden-Delos.
  - Scaramouche de George Sidney avec Aram Katcher en Napoléon.
- 1953 :
  - La Belle Espionne, de Raoul Walsh avec Gérard Oury en Napoléon.
  - Les navires attaquent les bastions de Mikhaïl Romm avec Valeriy Lekarev en Napoléon[33].
  - Die Wäscherin des Herrn Bonaparte de Michael Kehlmann avec Hans Lietzau en Napoléon[34].
  - You Are There dans l'épisode The Louisiana Purchase (April 12, 1803) de Sidney Lumet avec Don Hammer en Napoléon[21].
- 1954 : 
  - Désirée, d'Henry Koster avec Marlon Brando en Napoléon.
  - Cadet Rousselle d'André Hunebelle avec Jean-Louis Jemma en Napoléon.
  - Si Versailles m'était conté… de Sacha Guitry avec Émile Drain en Napoléon.
  - L'amante di Paride de Marc Allégret et Edgar G. Ulmer avec Gérard Oury en Napoléon.
  - Le Comte de Monte-Cristo de Robert Vernay avec Julien Bertheau en Napoléon.
- 1955 :  
  - Si Paris nous était conté de Sacha Guitry avec Lopez en Napoléon.
  - Napoléon de Sacha Guitry avec Daniel Gélin et Raymond Pellegrin en Napoléon.
  - Le Cavalier au masque de H. Bruce Humberstone avec Robert Cornthwaite en Napoléon.
- 1956 : 
  - Guerre et Paix, de King Vidor avec Herbert Lom en Napoléon.
  - I Spy (série télévisée) épisode 20 The Green Coat de William Berke avec Frank London en Napoléon.
- 1957 : 
  - L'Histoire de l'humanité de Irwin Allen avec Dennis Hopper en Napoléon.
  - Königin Luise de Wolfgang Liebeneiner avec René Deltgen en Napoléon.
- 1958 : 
  - Mamluqi de David Rondeli avec Tariel Sakvarelidze en Napoléon.
  - Madame Sans-Gêne de Roger Iglesis avec Jean-Marc Thibault en Napoléon.
- 1959 :
  - The Infamous John Friend de Chloe Gibson avec Harold Pinter[35].
  - Madame Sans-Gene de Vittorio Brignole et Giacomo Vaccari avec Nino Pavese en Napoléon.
- 1960 :
  - Austerlitz, d'Abel Gance avec Pierre Mondy en Napoléon.
  - Not Tonight, Henry de W. Merle Connell avec Hank Henry en Napoléon[36].
  - Madame Sans-Gene (Die Wäscherin des Herrn Bonaparte)de John Olden avec Richard Häussler en Napoléon.
- 1961 
  - Madame Sans-Gêne, de Christian-Jaque avec Julien Bertheau en Napoléon.
  - Napoléon II, l'aiglon, de Claude Boissol avec Jean-Marc Thibault en Napoléon.
  - Marceau ou Les Enfants de la République de René Lucot avec Claude Bertrand.
- 1962 : Vénus impériale, de Jean Delannoy.

- 1963 : 
  - Madame Sans-Gêne de Claude Barma avec Raymond Pellegrin en Napoléon[37].
  - La Conspiration du général Malet de Jean-Pierre Marchand avec Julien Bertheau en Napoléon.
- 1964 : 
  - Napoleone a Firenze de Tanio Boccia avec Memmo Carotenuto.
  - Une journée de l’Empereur de Jean Pignol qui incarne Napoléon[38].
  - Catch as Catch Can de David Benedictus avec Kenneth Williams en Napoléon.
  - Les Grands Caméléons (I grandi camaleonti) d’Edmo Fenoglio avec Giancarlo Sbragia en Napoléon.
- 1965 : Cendres d'Andrzej Wajda avec Janusz Zakrzenski en Napoléon.
- 1966 : 
  - Marysia i Napoleon, de Leonard Buczkowski.
  - Les Deux Sans-culottes de Giorgio Simonelli avec Oreste Lionello en Napoléon.
  - Le congrès s'amuse de Géza von Radvány, l'acteur incarnant Napoléon est un comédien qui se déguise comme l'Empereur déchu.
  - Surcouf, le tigre des sept mers et Tonnerre sur l'océan Indien de Sergio Bergonzelli et Roy Rowland avec Giani Esposito en Napoléon.
- 1967 : 
  - Guerre et Paix, de Serge Bondartchouk.
  - Le Plus Vieux Métier du monde avec un acteur anonyme.
  - Waterloo de Jirí Belka avec Rudolf Hrušínský en Napoléon.
  - Le Sacre de Napoléon d’Alain Boudet avec Julien Bertheau en Napoléon.
  - Vidocq (série télévisée) de Georges Neveux et Marcel Bluwal avec William Sabatier en Napoléon.
- 1968 : 
  - Triton de Michael Ferguson avec Tony Boyd en Napoléon.
  - Madame Sans-Gene – Die schöne Wäscherin de Günter Gräwert avec Klaus Schwarzkopf en Napoléon[39].
- 1969 :
  - L'Auberge des plaisirs de Franz Antel.
  - Waterloo de Jirí Weiss avec Ernst Schröder en Napoléon.

- 1970 :
  - Waterloo, de Sergueï Bondartchouk avec Rod Steiger en Napoléon.
  - Les Aventures du brigadier Gérard, de Jerzy Skolimowski avec Eli Wallach en Napoléon.
  - Der Polizeiminister Joseph Fouché, 1759-1820 de Günter Gräwert avec Franz Rudnick en Napoléon[40].
- 1971 : El primer amor de Desirée de Manuel Aguado avec José María Rodero en Napoléon.
- 1972 :
  - Eagle in a Cage, de Fielder Cook.
  - Guerre et Paix, de John Davies avec David Swift en Napoléon.
  - Le Secret d’un grand conteur de Karel Kachyna avec viktor maurer en Napoléon.
  - Le Comte de Lavalette de Jean-Pierre Decourt avec Pierre Massimi en Napoléon.
  - Talleyrand ou Le Sphinx incompris de Jean-Paul Roux avec Denis Manuel en Napoléon[41].

- 1973 : Napoleone a Sant'Elena de Vittorio Cottafav avec Renzo Palmer en Napoléon.
- 1974 :
  - Cadoudal de Guy Seligmann avec Philippe Adrien en Napoléon.
  - Napoleon and Love de Philip Mackie avec Ian Holm en Napoléon[42].
  - Amoureuse Joséphine de Guy Lessertisseur avec Pierre Arditi en Napoléon[43].
  - Madame Sans-Gêne de Georges Folgoas et Michel Roux avec Roger Muni en Napoléon.
- 1975 : Guerre et Amour de Woody Allen.
- 1976 : La Grande Débandade d'Enzo G. Castellari avec Aldo Maccione en Napoléon.
- 1977 : Madame Sans-Gêne de Marion Sarraut avec Jean-Marc Thibault en Napoléon.
- 1978 : 
  - Un caprice de Bonaparte d’Oswald Döpke avec Wolf Roth en Napoléon.
  - Guerres civiles en France de François Barat avec Philippe Collin en Napoléon.
  - La Brebis du pauvre (Das Lamm des Armen) d’Oswald Döpke avec Wolf Roth en Napoléon.
  - L’Attentat de la rue Saint-Nicaise, épisode de la série Les Grandes Conjurations de Victor Vicas avec Hervé Jolly en Napoléon.
- 1979 : Joséphine ou la Comédie des ambitions, de Robert Mazoyer avec Daniel Mesguich en Napoléon.
- 1981 : 
  - Bandits, bandits, de Terry Gilliam avec Ian Holm en Napoléon.
  - Madame Sans-Gêne d’Abder Isker et Marcelle Tassencourt avec Raymond Pellegrin en Napoléon.
- 1982 : De boezemvriend de Dimitri Frenkel Frank avec Jerome Reehuis en Napoléon.
- 1983 : 
  - La Guérilla ou les Désastres de la guerre (mini-série) de Mario Camus avec Pierre Santini en Napoléon.
  - Celui qui n'avait rien fait : le duc d’Enghien de Marcelle Tassencourt et Jean-Roger Cadet avec Dominique Economides en Napoléon.
- 1985 : Adieu Bonaparte, de Youssef Chahine.
- 1987 : Napoleon and Josephine: A Love Story de Richard T. Heffron avec Armand Assante en Napoléon.
- 1988 : Napoléon de Jean-Jacques Sheitoyan avec Serge Lama.
- 1989
  - L'Otage de l'Europe, de Jerzy Kawalerowicz où Roland Blanche interprète Napoléon à Sainte-Hélène.
  - L'Excellente Aventure de Bill et Ted de Stephen Herek.
  - France, images d’une révolution d’Alec Costandinos avec Pierre Massimi en Napoléon.
- 1995 : L’Homme de l’ombre de Pavel Hása avec Václav Postránecký en Napoléon.
- 1996 : Napoleon de Franco Lo Cascio avec Roberto Malone ;
- 1998 : Les Couloirs du temps : Les Visiteurs 2 de Jean-Marie Poiré.
- 1999 : Pan Tadeusz : Quand Napoléon traversait le Niémen de Andrzej Wajda avec Henryk Baranowski.
- 2000 
  - Quills, la plume et le sang de Philip Kaufman avec Ron Cook.
  - Pan Tadeusz : Quand Napoléon traversait le Niémen d'Andrzej Wajda.
- 2001 : The Emperor's New Clothes, d'Alan Taylor.
- 2002 : La Vengeance de Monte Cristo de Kevin Reynolds avec Alex Norton en Napoléon.
- 2003 : Monsieur N., d'Antoine de Caunes avec Philippe Torreton en Napoléon.
- 2004 : Nabuliò Buonaparte, la jeunesse d’un chef de Daniel Peressini avec Ugo Peressini en Napoléon[44].
- 2005 : La Dictée à Daru de Vincent Lecrocq avec Cyrus Atory[45].
- 2006 
  - Napoleon’s Final Battle de Doug Shultz avec Vasile Muraru
  - Napoléon (et moi), de Paolo Virzi avec Daniel Auteuil en Napoléon.
  - Napoleon : Steel Monster de Penny Fearon et Mark Cannon avec John Hill en Napoléon.
- 2007 : Napoléon, la naissance d'un stratège de Nick Murphy avec Tom Burke en Napoléon[44].
- 2008 : Demain dès l'aube... de Denis Dercourt avec Vincent Pérez en Napoléon.
- 2009
  - La Nuit au musée 2 de Shawn Levy avec Alain Chabat en Napoléon.
  - The Last Days of Toussaint L’Ouverture de Derick Alexander avec Dan Spector en Napoléon[46].
- 2011 : Madame Sans-Gêne de Dominique Thiel et Alain Sachs avec Philippe Uchan en Napoléon.
- 2012 : Rjevski contre Napoléon de Marius Waisberg avec Volodymyr Zelensky en Napoléon.
- 2013 : Une femme dans la Révolution de Jean-Daniel Verhaeghe avec Thomas Sagols en Napoléon [47].
- 2014 : Napoléon, la campagne de Russie de Fabrice Hourlier avec Marc Duret en Napoléon[48].
- 2015  
  - Waterloo, l'ultime bataille de Hugues Lanneau.
  - Francofonia d'Alexandre Sokourov avec Vincent Nemeth en Napoléon.
- 2017 : Bonaparte : La Campagne d'Égypte de Fabrice Hourlier avec Thibault Pinson en Napoléon[49].
- 2018 : 
  - Le Cahier noir de Valeria Sarmiento avec Grégoire Leprince-Ringuet en Napoléon.
  - L'Empereur de Paris de Jean-François Richet avec Mark Schneider en Napoléon.
- 2019
  - Fontainebleau : une mégastructure royale de Olivier Philippe, acteur non crédité.
  - Joséphine, l'atout irrésistible de Napoléon de Benjamin Lehrer et David Jankowski avec Guillaume Gaudfrin en Napoléon.
- 2021  
  - Toussaint Louverture : la liberté à tout prix... de Benjamin Lehrer avec Bruno Desplanche en Napoléon[50].
  - Napoléon - Metternich : le commencement de la fin de Mathieu Schwartz et Christian Twente, interprété par David Sighicelli[51].
- 2023 : Napoléon de Ridley Scott, interprété par Joaquin Phoenix.

#### Dessins animés
- 1920 : Napoleon de Bud Fisher.
- 1933 : Betty Boop blanche neige de Max Fleischer.
- 1940 : Nettoyeurs de carreaux de Jack King.
- 1956 : Le Lapin et l'Empereur de Friz Freleng.

## Télévision

### Téléfilm
- 1972 : Les Fossés de Vincennes de Pierre Cardinal avec Maurice Bénichou pour la voix de Napoléon.
- 1982 : Le Voyageur imprudent de Pierre Tchernia avec Olivier Korol en Napoléon.
- 2002 : Madame Sans-Gêne de Philippe de Broca avec Bruno Solo en Napoléon.
- 2010 : Les Méchantes de Philippe Monnier avec Eric Moreau dans la silhouette muette de Napoléon.
- 2012 : Toussaint Louverture de Philippe Niang avec Thomas Langmann en Napoléon.
- 2016 : La Vie des sœurs Brontë de Sally Wainwrigh avec Jonathon Carley en Napoléon.

### Série
- 1959 : Napoleon, épisode de la série Mr. Peabody & Sherman.
- 1964 : Le Règne de la Terreur de Dennis Spooner avec Tony Wall en Napoléon.
- 1966 : Les Compagnons de Jéhu de Michel Drach avec José Valera en Napoléon.
- 1967 : Jinny de mes rêves, épisode 29 de la saison 2 Mon maître est un séducteur avec Aram Katcher en Napoléon[52].
- 1971 : Le Voyageur des siècles de Jean Dréville avec Roger Carel en Napoléon.
- 1983 : Marianne de Juliette Benzoni et Marion Sarraut avec Benoît Brione en Napoléon.
- 1991 : Napoléon et l'Europe avec Jean-François Stévenin en Napoléon.
- 1998 
  - Histeria ! de Tom Ruegger.
  - Futurama de Matt Groening et David X. Cohen.
- 2000 : 
  - Les Supers Nanas de Craig McCracken dans l'épisode Mojo jojo baby-sitter.
  - Jack, le vengeur masqué d'Eric A. Morris avec Verne Troyer en Napoléon.
- 2001 : Time Squad, la patrouille du temps de David Wasson dans l'épisode 2 de la saison 1, Napoléon le Conquérant.
- 2002 : 
  - Clone High épisode La fête du flocon.
  - Napoléon d'Yves Simoneau avec Christian Clavier en Napoléon.
- 2007 : Guerre et Paix, de Robert Dornhelm avec Scali Delpeyrat en Napoléon.
- 2015 
  - Teen Titans Go! de Sam Register dans l'épisode Leçon d'Histoire.
  - épisode 1 de la saison de Le Show de M. Peabody et Sherman de Jim Corbett et Rob Minkoff.
  - Le Ministère du temps de Pablo Olivares et Javier Olivares avec Fernando Cayo en Napoléon.
- 2016 : Guerre et Paix, de Tom Harper avec Mathieu Kassovitz en Napoléon.
- 2020 : Legends of Tomorrow dans l'épisode 5 de la saison 5, interprété par Kazz Leskard.
- 2025 : Carême de Martin Bourboulon, joué par Frank Molinaro.

## Documentaires
- 1950 : Napoléon Bonaparte, Empereur des Français de Jean Tédesco.
- 1977 : Bonaparte au Moyen-Orient de Guillaume Silberfeld, Francis Caillaud et Chafir Chamaya.
- 2000 : 
  - Napoléon, réalisé par David Grubin.
  - Napoléon, réalisé par Jean Rivière.
- 2007 : Secrets d'histoire, dans l'épisode Napoléon est-il mort empoisonné ?
- 2008 : Secrets d'histoire, dans l'épisode Napoléon et les femmes.
- 2011 : Napoléon, en 10 épisodes réalisés par Jean-Louis Molho.
- 2012 : 
  - L'Ombre d'un doute, dans l'épisode Napoléon, l'énigme du tombeau.
  - L'Ombre d'un doute, dans l'épisode Napoléon était-il franc-maçon ?
- 2013 : De Bonaparte à Napoléon, réalisé par François Pernot.
- 2014 : L'Ombre d'un doute, dans Napoléon, le défi de trop ?.
- 2015 : 
  - Napoléon l’Américain, réalisé par Christopher Jones et Marie-Dominique Montel.
  - Secrets d'histoire, dans l'épisode Comment devient-on Napoléon ?.
- 2017 : Napoléon la campagne de Russie, réalisé par Fabrice Hourlier.
- 2019 : Napoléon, les secrets de la légende, réalisé par Serge Tomasini.
- 2021 : 
  - Secrets d'histoire, dans l'épisode Napoléon, l'exilé de Sainte-Hélène.
  - Napoléon le conquérant, réalisé par Isabelle Gendr.
  - Napoléon, le stratège, réalisé par Fabrice Hourlier.
  - Napoléon, chef de guerre, réalisé par Thierry Boeuf.
  - Napoléon, l’homme, réalisé par Yvan Demeulandre.
  - Napoléon : la destinée et la mort, réalisé par Mathieu Schwartz.
- 2021 : Napoléon au nom de l'art, réalisé par Giovanni Piscaglia[53].
- 2022 : Within the Frame épisode 34 Napoléon.